# 小沢駅
小沢駅（こざわえき）は、北海道岩内郡共和町小沢にある北海道旅客鉄道（JR北海道）函館本線の駅である。共和町唯一の駅だが、中心部までは約6km離れている。駅番号はS22。電報略号はサワ。事務管理コードは▲130108。
かつては急行「ニセコ」・「らいでん」などが停車し、岩内線も接続していた。また、岩内線が開業する前には岩内馬車鉄道も接続していた。

## 歴史
- 1904年（明治37年）

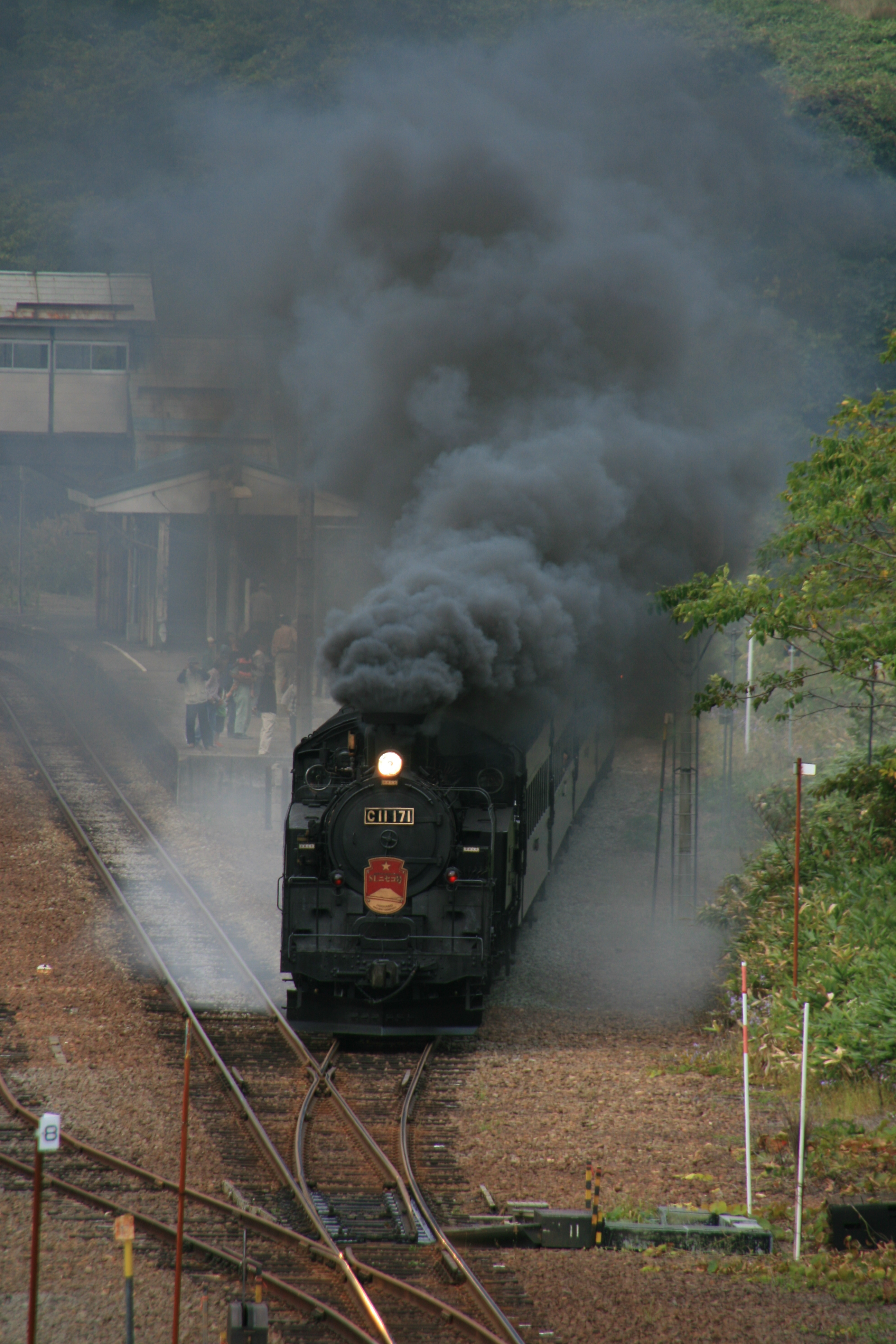
小沢駅を発車するSLニセコ号（2009年）

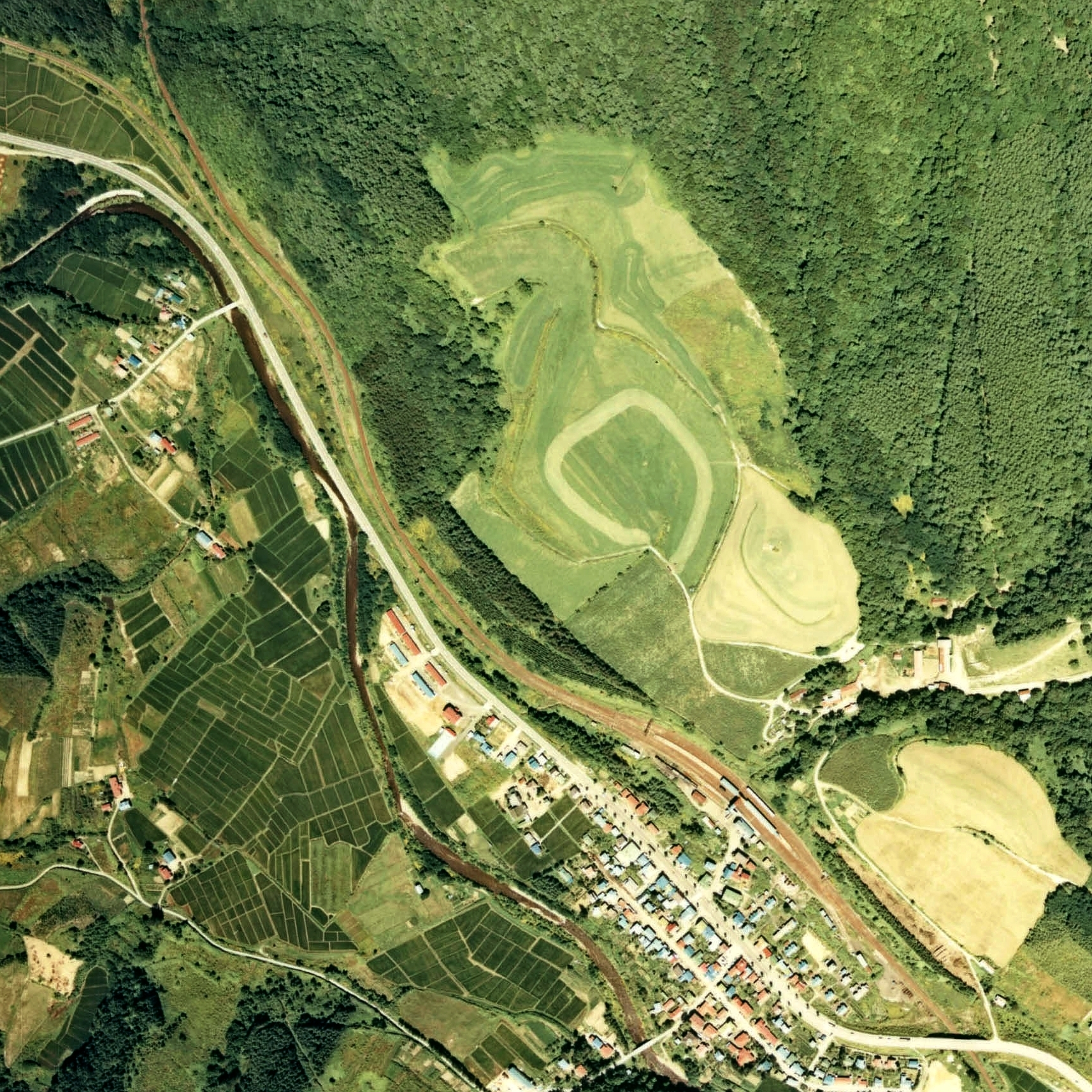
1976年の小沢駅と周囲約1.2km範囲。左上は右側を函館本線、左側を岩内線がしばらく並行して走る。右下が倶知安方面。

  - 7月18日：北海道鉄道 当駅 - 山道駅[注 1]間の開通に伴い、同線の駅として開業[2]。一般駅[2]。
  - 10月15日：北海道鉄道 歌棄駅（現在の熱郛駅） - 当駅間が開通。
- 1905年（明治38年）3月14日：当駅 - 岩内港駅間に岩内馬車鉄道開通。
- 1907年（明治40年）7月1日：北海道鉄道の国有化に伴い、国有鉄道に移管[2]。
- 1909年（明治42年）10月12日：国有鉄道線路名称制定に伴い、函館本線の駅となる。
- 1912年（大正元年）11月1日：岩内馬車鉄道の代替として、岩内軽便線 当駅 - 岩内駅間開通（全通）[5]。
- 1922年（大正11年）9月2日：岩内軽便線が岩内線に改称。
- 1949年（昭和24年）6月1日：日本国有鉄道法施行に伴い、日本国有鉄道（国鉄）に継承。
- 1970年（昭和45年）：映画「男はつらいよ 望郷篇」でロケに使用される。
- 1982年（昭和57年）3月1日：貨物扱い廃止[2][6]。業務委託駅となる[7]。
- 1984年（昭和59年）2月1日：荷物扱い廃止[2]。岩内線の貨物営業が廃止。
- 1985年（昭和60年）7月1日：岩内線全線廃止に伴い共和町で唯一の駅となる[3]。
- 1986年（昭和61年）11月1日：駅員無配置駅となり[8]、簡易委託化される。
- 1987年（昭和62年）4月1日：国鉄分割民営化に伴い、北海道旅客鉄道（JR北海道）の駅となる[2]。
- 1992年（平成4年）4月1日：簡易委託廃止、完全無人化。
- 2007年（平成19年）10月1日：駅ナンバリングを実施[9]。

### 駅名の由来
旧村名（現在の共和町の東半分）より。もともとアイヌ語で「サㇰルペㇱペ（sak-ru-pes-pe」（夏の・道・下る・もの〔=夏の沢沿いの峠道〕）と称していたものを、「夏小沢」と意訳したものが伝わったとされる。

## 駅構造
島式ホーム1面2線を持つ地上駅である。かつては多くの側線を持っていたため、ホームと駅舎の間には線路をはがした跡地が広がり、跨線橋は長い。のりばは2番のりばと3番のりばのみ。駅舎の前が旧1番のりばで岩内線ホームだった。
倶知安駅管理の無人駅。駅舎は簡素なものに建て替えられているが、跨線橋は昔ながらの重厚な造りのものが使用されている。

### のりば
| 番線 | 路線      | 方向 | 行先               |
| ---- | --------- | ---- | ------------------ |
| 2    | ■函館本線 | 下り | 小樽・札幌方面     |
| 3    | ■函館本線 | 上り | 倶知安・長万部方面 |

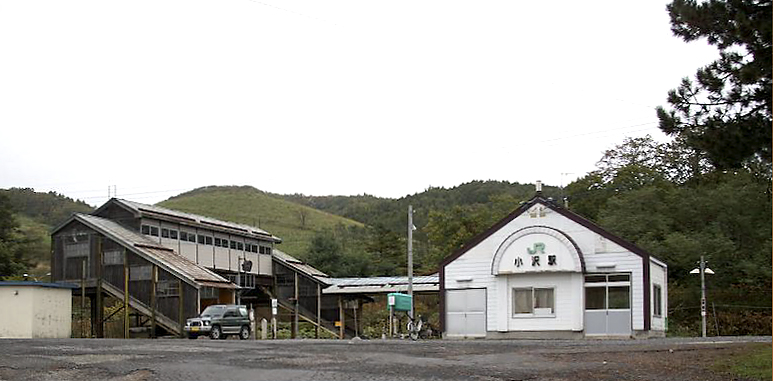
駅全体（2006年10月）
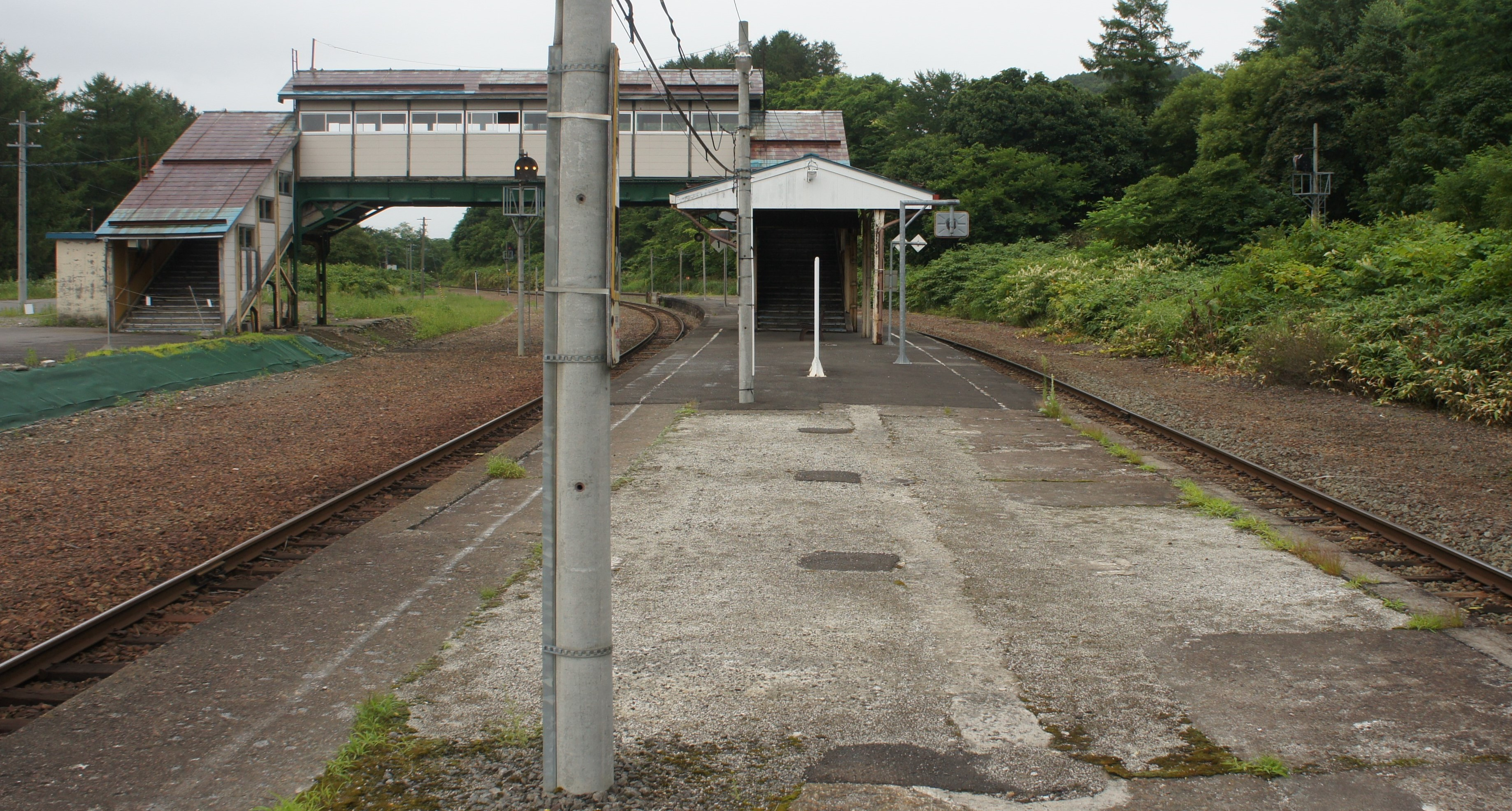
ホーム（2017年8月）
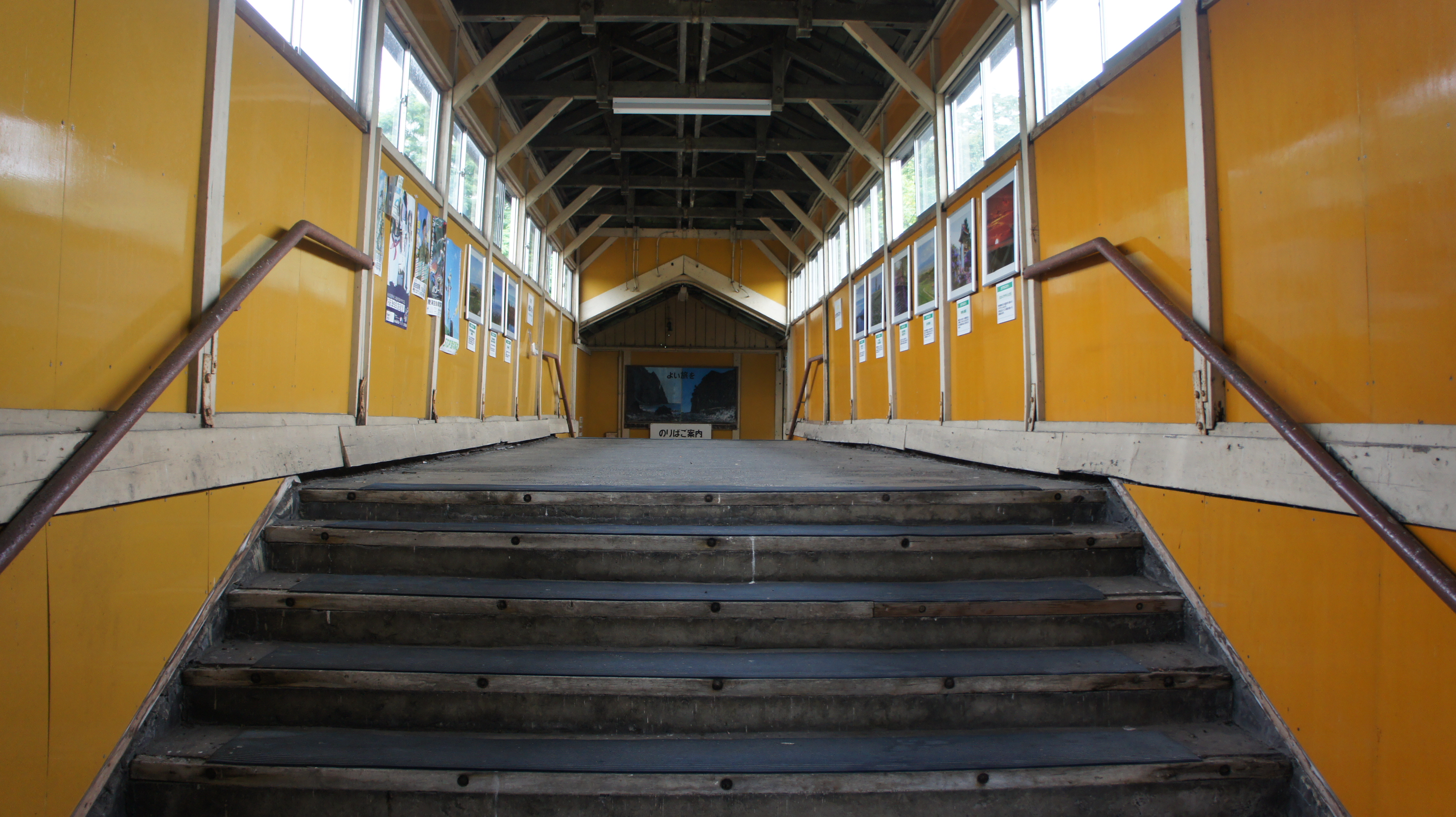
跨線橋（2017年8月）

## 利用状況
乗車人員の推移は以下の通り。年間の値のみ判明している年度は日数割で算出した参考値を括弧書きで示す。出典が「乗降人員」となっているものについては1/2とした値を括弧書きで乗車人員の欄に示し、備考欄で元の値を示す。
また、「JR調査」については、当該の年度を最終年とする過去5年間の各調査日における平均である。
| 年度               | 乗車人員（人） | 乗車人員（人） | 乗車人員（人） | 出典   | 備考 |
| 年度               | 年間           | 1日平均        | JR調査         | 出典   | 備考 |
| ------------------ | -------------- | -------------- | -------------- | ------ | ---- |
| 1978年（昭和53年） |                | 88.0           |                | [ 11 ] |      |
| 2017年（平成29年） |                |                | 33.4           | [ 12 ] |      |
| 2018年（平成30年） |                |                | 33.0           | [ 13 ] |      |

## 駅周辺
- 北海道道604号老古美小沢停車場線
- 国道5号
- 共和町役場小沢出張所
- 岩内警察署小沢駐在所
- 小沢郵便局
- 小沢体育館
- 末次商会（下記参照）
- ワイス温泉
- ニセコバス（岩内線代替バスなど）、北海道中央バス（高速ニセコ号）「小沢」停留所[14]

## トンネル餅
当駅の名物として「トンネル餅」と称するすあまが販売されていた。
銀山駅との間にある稲穂トンネルが開通した頃から作られ始め、以前は当駅で売られていたが、後に駅前の国道5号に面した末次商会製菓部にて販売されていた。10個入り400円(2022年2月現在、8個入り450円)で、駅弁同様に経木でできた折りに詰められていた。2022年6月末に販売を終了した。
また、通常の駅弁の販売が行われていた時期もある。

## 隣の駅
北海道旅客鉄道（JR北海道）
■函館本線

倶知安駅 (S23) - 小沢駅 (S22) - 銀山駅 (S21)

### かつて存在した路線
岩内馬車鉄道
岩内馬車鉄道線
小沢駅駅 - 小沢駅
日本国有鉄道（国鉄）
岩内線
小沢駅 - 国富駅